# (31525) Nickmiller
1999 CO116 (asteroide 31525) é um asteroide da cintura principal. Possui uma excentricidade de 0.13097620 e uma inclinação de 6.12640º.
Este asteroide foi descoberto no dia 12 de fevereiro de 1999 por LINEAR em Socorro.